# Vladimir Bourliouk
Vladimir Davidovitch Bourliouk (en russe : Владимир Давидович Бурлюк, en ukrainien : Володимир Давидович Бурлюк ; né à Kharkiv, en Ukraine, alors dans l'Empire russe, le 15 mars 1886 (27 mars dans le calendrier grégorien) et mort en 1917) est un peintre cubiste russe, un des fondateurs du futurisme russe,.

## Biographie
Vladimir Bourliouk est né à Kharkiv, en 1886, dans une famille nombreuse. Il étudie à l'école d'art de Voronej, puis au collège d'art de Penza. 
En 1903 il entre à l'école d'Anton Ažbe à Munich et en 1904 il prend part à la guerre russo-japonaise. De 1905 à 1910 il étudie à l'École des Beaux-Arts de Kiev. 
Il devient peintre, graphiste, illustrateur de livre et poète. Il participe à des expositions cubistes et futuristes, dont celles du Cavalier Bleu à Munich en 1911 et 1912.
De 1907 à 1910, il est membre du groupe Venok-Stefanos, et à partir de 1910, du groupe Hylaea. Comme son frère David Bourliouk, il travaille sur les questions de matière et de couleur en peinture. Il participe au groupe Valet de Carreau.
Il est mobilisé en 1916 pendant la Première Guerre mondiale, et meurt en 1917 sur le Front de Salonique.

## Famille
Vladimir avait deux frères 
- David Bourliouk (Kharkiv, 1882 – New York, 1967), artiste d'avant-garde (futuriste, Neo-Primitiviste),
- Lioudmila Bourliouk-Kouznetsova (ru), (1884-1968), peintre et écrivaine,
- Nikolaï Bourliouk (ru) (1890 - 1920), poète.

## Galerie

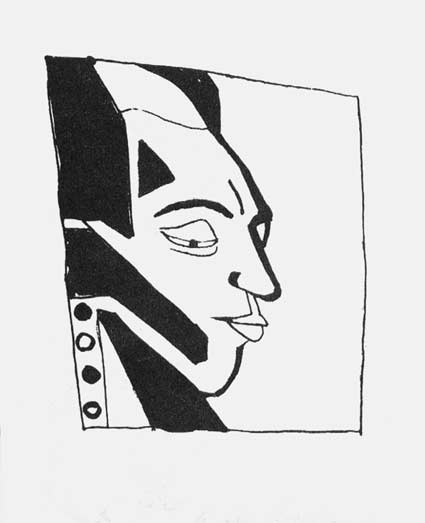
Portrait de Velimir Khlebnikov (1913)
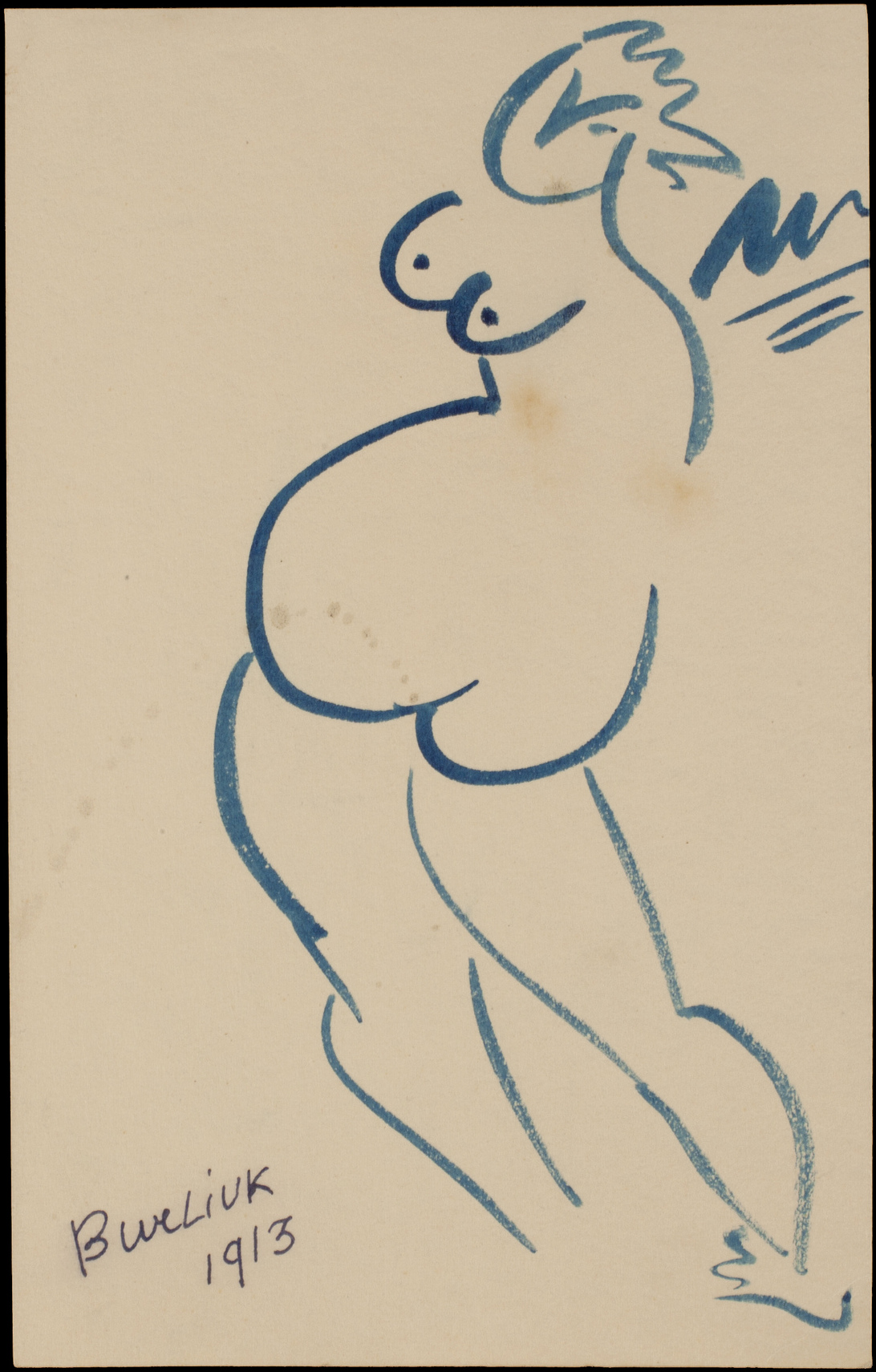
Femme Figure (1913, Centre M.T. Abraham)
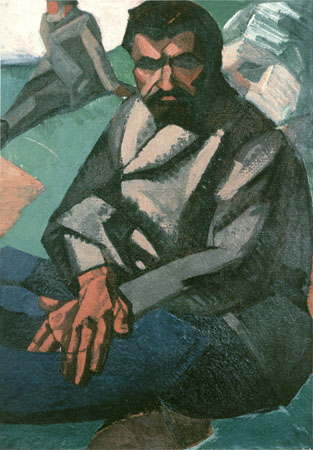
Father (1910, priv. coll., Munich)